# M1918 Ford
Az első rendszerbeállított amerikai harckocsik 1918-ban készültek el, ezek egyike az M1918 Ford is. A lánctalpas Holt-traktorokat tüzérségi vontatóknak használták, majd valamennyi amerikai fejlesztésű harckocsi a Holt Gas-Electric Tank fejlesztésén alapult.
Ez a prototípus szinte teljesen megegyezik az angol Little Willie kivitelezésével. Az amerikai fejlesztők teljesen más irányba indultak, mint az angolok, annak ellenére, hogy az első saját gyártású járművek még az angol Mk V és Mk VIII másolatai. Ez nagyrészt J. Walter Christie közreműködésének köszönhető, aki a legkülönfélébb megoldásokat próbálta ki már az első harckocsi-sorozatoknál.

## Jellemzői
A harckocsi jellegzetessége, hogy tulajdonképpen nem is tekinthető harckocsinak a későbbiekben meghonosodott terminológia szerint, hiszen lövege mereven került beépítésre. Futóművének kialakítása egyedi: a nagyméretű lánchajtókerék az egész jármű arculatát meghatározta. Ez az első olyan futómű-konstrukció, ahol a láncot támasztógörgők (láncvezetők) védték a leeséstől.

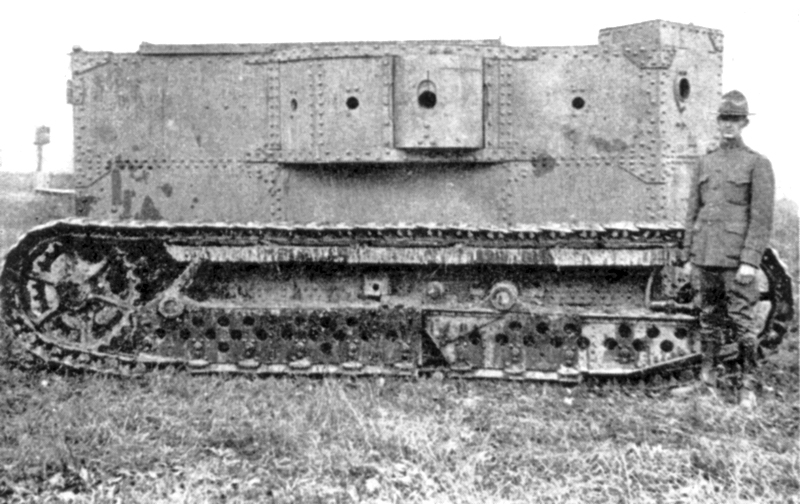
Holt Gas-Electric Tank, az amerikai lánctalpas harcjárművek prototípusa

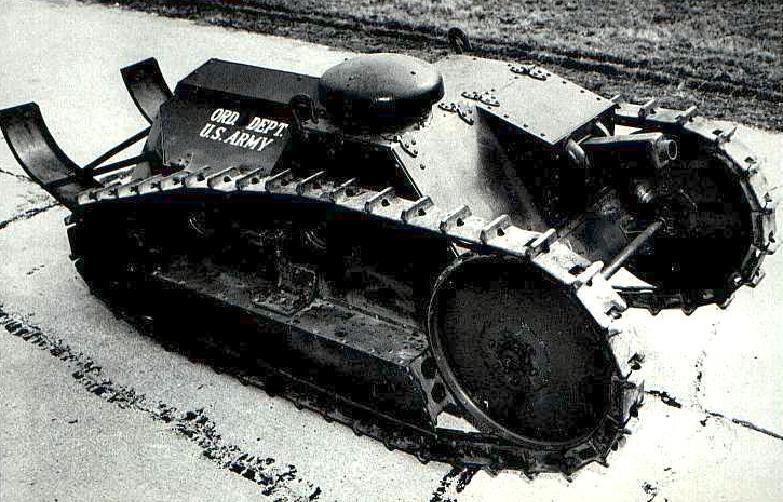
M1918 Ford harckocsi Aberdeenben, 1918 nyarán

## Egyéb adatai
- Üzemanyagtartály: 57 l
- Mászóképesség: 25°
- Árokáthidaló képesség: 1,8 m
- Lépcsőmászó képesség: 0,8 m
- Gázlóképesség: 0,6 m